# Martin-Gropius-Bau
Il Martin-Gropius-Bau (letteralmente «edificio Martin Gropius», dal nome dell'architetto progettista) è un edificio di Berlino, nel quartiere di Kreuzberg. L'edificio venne costruito per ospitare il Museo di Arti e Mestieri, che attualmente ha trovato la sede definitiva nel Kunstgewerbemuseum.

## Architettura
L'edificio fu costruito nel 1881, su progetto di Martin Gropius, in stile neorinascimentale italiano. All'interno dell'edificio si apre un cortile. Tra le finestre si possono ammirare simboli delle città tedesche e fregi che illustrano arti e mestieri. Tra le finestre dell'ultimo piano vi sono pannelli decorati con mosaici rappresentanti allegorie delle diverse culture mondiali.

## Collezione
Originariamente l'edificio nacque per ospitare il Museo di Arti e Mestieri, questo fino a quando la collezione non venne spostata allo Stadtschloss. Dal 1922 ospitò il Museo di Etnologia, ma dopo la Seconda guerra mondiale venne completamente abbandonato. Nel 1981 iniziò un programma di restauro, seguito nel 1999 da ulteriori lavori di miglioramento. L'edificio oggi ospita mostre d'arte, di fotografia e di architettura.